# 趙玉柱
趙玉柱（1948年2月20日—），台灣台南縣人，前台南縣永康市大橋國小校長，後成為中華民國總統陳水扁親家，趙建銘之父。在台開案中涉嫌以内線交易牟利。2006年12月27日，趙玉柱在內線交易部份被判處有期徒刑5年6個月，經最高法院4度撤銷發回，2018年3月20日四審判決，依刑事妥速審判法規定減輕趙建銘等4人刑責，趙玉柱為2年6月。案經上訴，最高法院認為，本案趙建銘所知悉的消息是否構成重大消息、內線交易犯罪所得計算方式、趙玉柱與游世一是否構成共犯都有釐清必要，2020年6月底發回更審。高等法院於2020年10月30日判處趙玉柱則是遭判4年，可上訴。另外法官也認為他在侵占部分有罪，因此侵占部分判處有期徒刑3年，併科罰金新台幣3千萬元。2021年10月14日，最高法院駁回上訴，全案定讞。明德監獄服刑，獲假釋於2023年5月5日出獄。